# مارالان

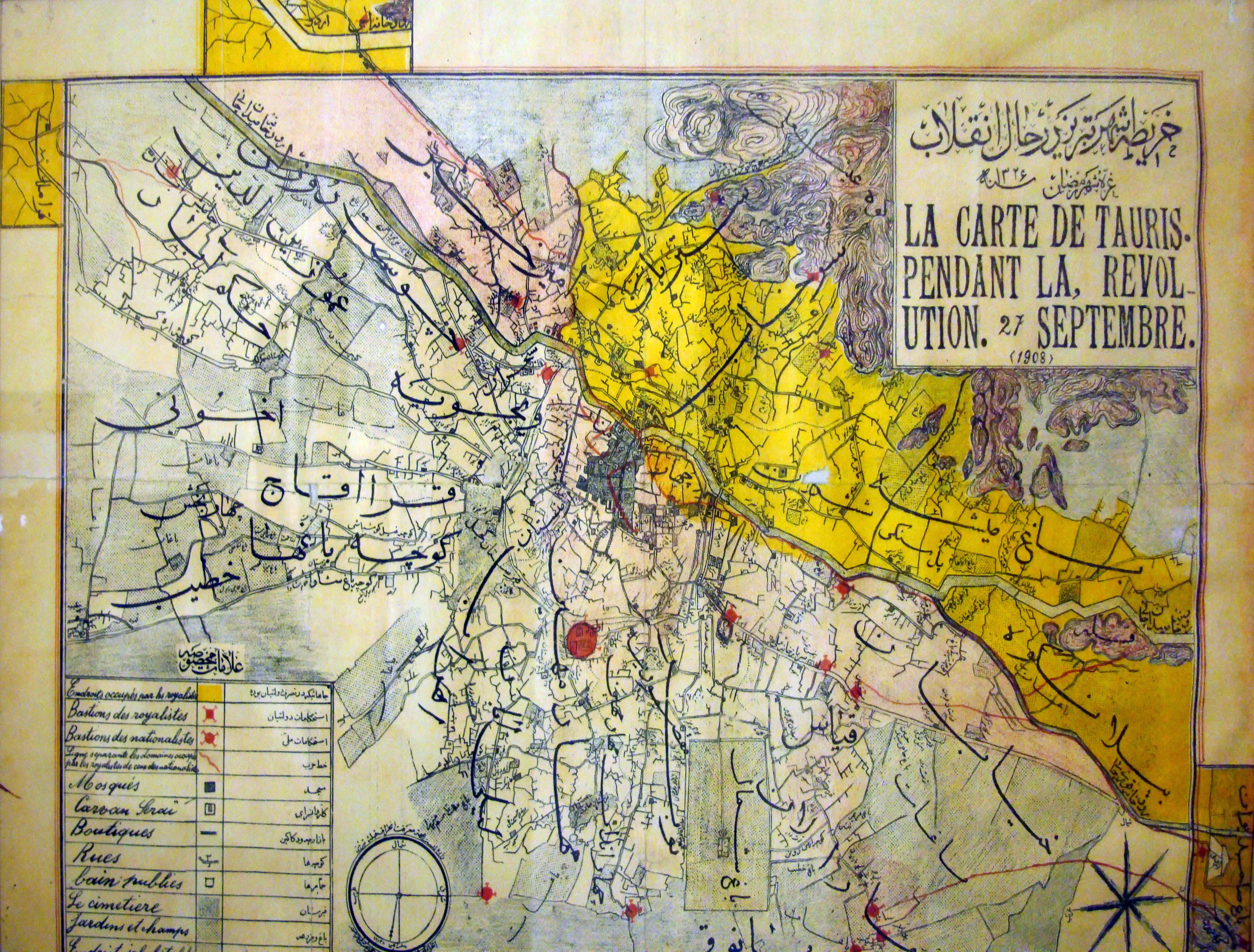
نقشه محلات تبریز -از جمله مارالان- در دوران مشروطه، سال ۱۹۰۸

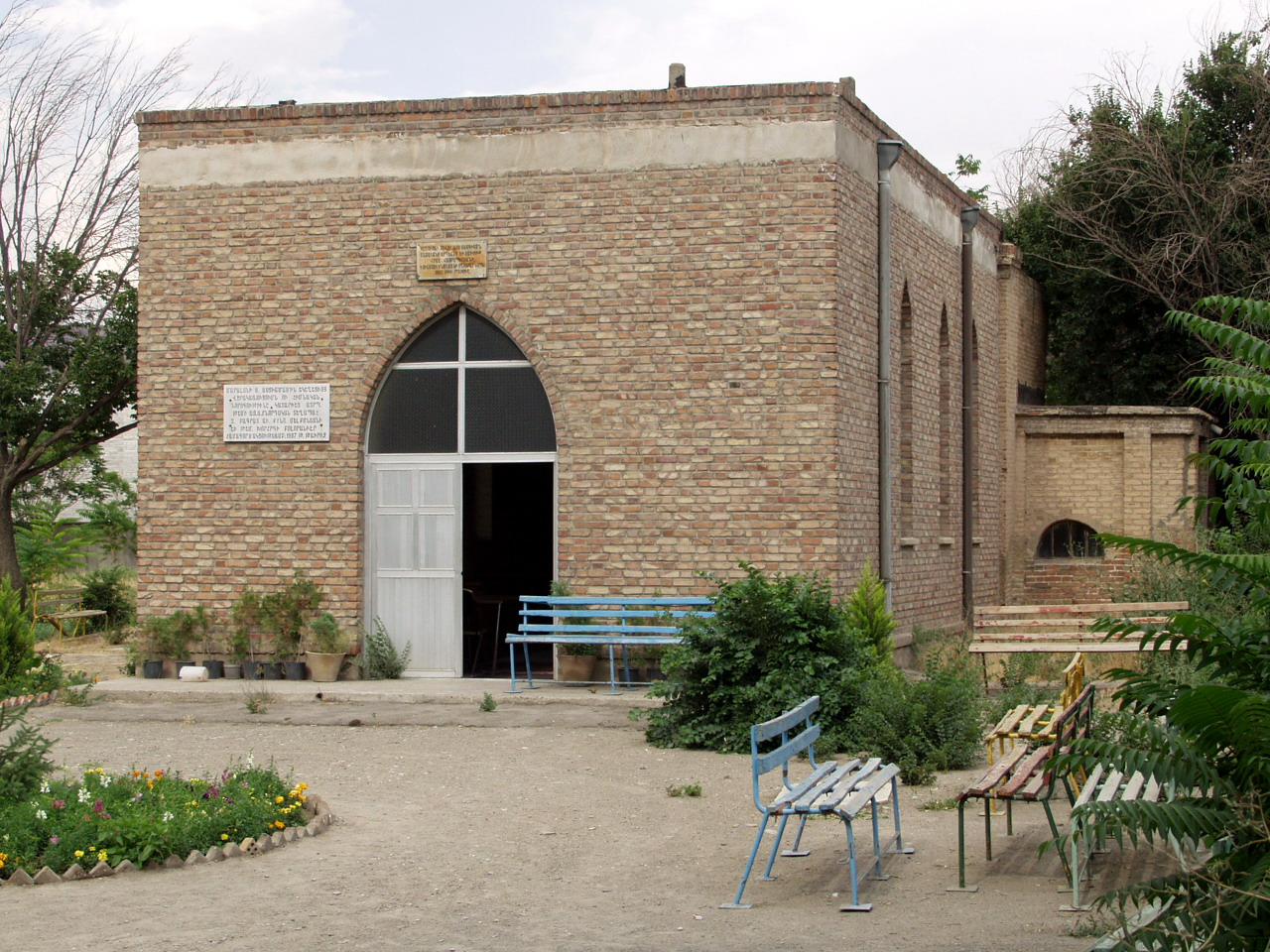
مریم ننه.مارالان

مارالان (مرالان) یکی از محله‌های تاریخی شهر تبریز است که در سمت جنوب شرقی این شهر واقع شده‌است. این محله از سمت شمال به محلهٔ خیابان، از سمت جنوب به تپه‌های یانیق، از سمت شرق به باغات محلهٔ خیابان و تپه‌های چاچاداغ و از سمت غرب به محلهٔ نوبر محدود شده‌است. محلهٔ مارالان به وسیلهٔ بلوار آزادی به مناطق شرقی و غربی تبریز مرتبط می‌شود.
زیارتگاه ننه‌مریم که از زیارتگاه‌های ارامنهٔ تبریز است و قدمت آن به اوایل دورهٔ قاجار می‌رسد، در مارالان واقع شده‌است. این مکان تقریبا در اواسط محله مارالان قرار دارد و مشهور به کوی مریم ننه است. پیش‌تر اکثر ساکنان مارالان به قالی‌بافی اشتغال داشته‌اند و کارگاه‌های متعدد قالی‌بافی در جای‌جای آن وجود داشته‌است. قنات‌های تاجرباشی، قورچی‌باشی و نایب‌السلطنه در این محله واقع شده‌اند.

## وجه تسمیه
- ۱-مارالان برپایه پژوهش‌های زبان‌شناختی احمد کسروی تبریزی به معنای سرزمین مادهاست که از دو بخش مار تلفظ ماد در زبان تاتی به اضافه آلان به معنی محل و مکان تشکیل شده‌است. پسوند -آلان و -لان/-ران به معنای محل و مکان در ترکیب بسیاری از شهرها و روستاهای تات‌نشین سابق ایران دیده می‌شود (نمونه: ارلان، سهلان، اسفهلان، کهلان، چلان، دهلان، تهران، شمیران، آوالان، آلان، اردلان، کهدلان).

خاطرنشان می‌گردد نام اصلی روستای سهلان، ساغالان است.
- ۲- در گذشته به‌جهت نزدیکی محلهٔ مارالان به جنگل‌های جنوبی شهر تبریز، گاهی اوقات شمار بسیاری از آهوان که در زبان ترکی آذربایجانی مارال خوانده می‌شود، به این محله می‌آمدند و به همین علت، نام این محله را مارالان (آهوان) خوانده‌اند.[۳]

## کوی‌ها
کوی استادان وکوی دانشگاه از مدرنترین کوی‌های شهر تبریز در این محله قرار دارد. محله غیاث از قدیمی‌ترین کوی‌های محلهٔ مارالان است که اغلب به‌عنوان محله‌ای کوچک شناخته می‌شود. از دیگر کوی‌های قدیمی و معروف این محله می‌توان به ارمنی دونن، نو اوستی، چوپور میدانی، چارچی(چهار سوق)، بابا امین، شور گؤل، قازان داغی، حاج کاظم باغی، قاپیچی باغی، حاج خیرالله، و مریم ننه اشاره کرد.

## مشاهیر
1. پرویز جبه دار مارالانی - عضو هیئت علمی  گروه مهندسی برق دانشکده فنی دانشگاه تهران، مؤلف و مترجم کتابهای مهندسی برق در ایران.
2. دکترجلیل راسخی - یکی دیگر از اساتید برق کشور است که تالیفات بیشماری در این رشته دارد. وی همچنین شاعری توانا است و کتاب شعری نیز از ایشان به چاپ رسیده‌است.
3. محمد حنیف نژاد  از بنیانگزاران سازمان مجاهدین خلق ایران .

## نقل‌قول‌ها
نادر میرزا این محله را مرالان خوانده و آن را از بخش‌های محلهٔ خیابان دانسته و دربارهٔ آن می‌نویسد:
کویی است به جنوب شهر و مایل به مشرق است. هوایی نیک و آبی فراوان و بساتین خوب دارد و جزء خیابان شمرده‌اند.
.